# Мохаммад Аслам Ватанджар
Мохаммад Аслам Ватанджар (1946 , Пактія  — 24 листопада 2000 , Одеса ) - афганський військовий, політичний і партійний діяч, член ЦК НДПА, член Політбюро ЦК НДПА, міністр оборони (1979 і 1990-1992), начальник Генштабу (березень-квітень 1979 ), міністр зв'язку (1978 і 1980-1981) і міністр внутрішніх справ Афганістану (1978-1979, 1979 і 1988 -1990), Генерал армії (1990). Кадровий військовий, зіграв одну з ключових ролей у  Саурській революції, в ході якої було повалено режим Дауда і до влади в країні прийшла Народно-демократична партія Афганістану (НДПА).

## Біографія

### Армійська кар'єра
Мохаммад Аслам Ватанджар народився в 1946 році в кишлаку Чаун волості Мота-хан повіту Зурват провінції Пактія в селянській родині Алам-хана, що належить до пуштунського племені Андар гільзайского  племінного союзу. Ватанджар отримав початкову освіту в рідному селі, потім в 1965 році закінчив кабульського військову школу, а в 1968 році - Кабульське військове училище за фахом танкіст.
З 1968 року Аслам Ватаджар служив в різних частинах 4-ї бронетанкової бригади. В 1971 році був підвищений до звання старший лейтенант. Брав активну участь у безкровному державному перевороті 17 липня 1973 року, в результаті якого було повалено монархію, а до влади в країні прийшов двоюрідний брат короля Мохаммад Дауд. У тому ж році він став членом Народно-Демократичної партії Афганістану (фракція «Хальк»). З 1975 року в званні майора був командиром батальйону 4-го бронетанкової бригади.

### Саурська революція
До квітня 1978 року ситуація в Афганістані вкрай загострилася. 17 квітня був убитий член фракції парчі Мір Акбар Хайбар, похорон якого вилилися в демонстрацію проти режиму Дауда. У ніч на 26 квітня були заарештовані лідери НДПА. Функціонери і керівники НДПА, що залишилися на волі, вирішили почати збройне повстання проти Дауда.
О 9 годині ранку 27 квітня в штабі 4-ї такої бригади командир 1-го танкового батальйону майор Мохаммад Аслам Ватанджар оголосив про початок збройного виступу. На своєму танку він одним з перших прибув до президентського палацу і першим відкрив вогонь по ньому. Рівно о 12 годині дня Ватанджар наказав провести перший постріл по президентському палацу, після чого в атаку пішли танки під командуванням Фатеха і Маздурьяра. Він також відкрив вогонь по будівлі Міністерства оборони. Запеклі бої розгорнулися навколо палацу «Арг». На допомогу повсталим прийшла авіація, яка завдала удару по президентському палацу. До ранку опір вірних президенту сил був придушений, а сам Дауд і члени його сім'ї вбиті під час штурму палацу. Ватанджар разом з підполковником Абдул Кадиром виступив по радіо, зачитавши на пушту текст звернення до народу про перемогу Саурської революції в Афганістані. Танк, в якому Ватанджар штурмував палац, після перевороту був встановлений на постаменті на площі перед будівлею палацу.

### На державній службі
Влада в країні виявилася в руках Військової Революційної ради, що передав незабаром свої повноваження вищому органу державної влади — Революційніц раді на чолі з Нур Мухаммедом Таракі. 1 травня Ватанджар був призначений заступником прем'єр-міністра і міністром зв'язку, а 8 липня — міністром внутрішніх справ Афганістану. З 19 березня по 1 квітня 1979 року був начальником Генерального штабу, потім очолив міністерство оборони і 28 липня знову був призначений міністром внутрішніх справ.
Під час конфлікту між лідерами «Хальк» Нур Мохаммадом Таракі і Хафізуллою Аміном підтримав першого. В середині вересня резидентура КДБ СРСР отримала достовірну інформацію про намір Аміна фізично розправитися зі своїми політичними опонентами Ватанджаром, Гулябзоєм і Сарварі. A. M. Пузанову доручалося надати притулок прихильникам Таракі (Сарварі, Ватанджару, Маздурьяру і Гулябзою); вони прибули в посольство, де були взяті під опіку радянських спецслужб, а потім нелегально вивезені з країни в Москву. Разом з тим 14 вересня Таракі був звільнений від усіх посад і пізніше убитий (офіційно помер в результаті серйозного захворювання). Генеральним секретарем ЦК НДПА і главою країни став Х. Амін. 16 вересня під головуванням Шах Валі пройшов надзвичайний пленум ЦК НДПА, на якому було прийнято рішення виключити з партії Ватанджара разом з Сарварі, Маздурьяром і Гулябзоем як «терористичну групу, що діяла під керівництвом Н. М. Таракі, за вчинення антинародних діянь». У жовтні на нараді послів соціалістичних країн міністр закордонних справ Шах Валі заявив, що четвірка членів ЦК НДПА (Сарварі, Ватанджар, Маздурьяр і Гулябзой) з весни 1979 року стала вести змову проти Аміна, намагаючись спочатку домогтися його усунення з поста глави уряду і виведення його зі складу Політбюро ЦК НДПА, а потім фізично усунути його, влаштувавши кілька замахів на його життя. Шах Валі також розповів, що змовники після провалу змови сховалися в радянському посольстві і звідти намагалися встановити контакт з деякими частинами кабульського гарнізону з метою підняти їх проти Аміна але ним це не вдалося зробити.
В ніч з 24 на 25 грудня 1979 року Ватанджар, Сарвар і Гулябзой таємно повернулися до Афганістану. 27 грудня Х. Амін був повалений і загинув під час штурму президентського палацу Тадж-Бек. Його змінила адміністрація Кармаля. З 10 січня 1980 року Ватанджар — знову член Реввійськради і її Президії, член ЦК НДПА. У тому ж місяці зайняв пост міністра зв'язку, а з липня одночасно був уповноваженим РВС по зоні «Центр» (провінції Кабул, Баміан, Парван). 11 червня 1981 на VI пленумі ЦК обраний членом політбюро ЦК НДПА.
19 серпня 1987 року був підвищений до звання генерал-майора. У серпні 1988 року був присутній при запуску космічного корабля «Союз ТМ-6» з радянсько-афганським екіпажем (в їх числі перший афганський космонавт А. А. Моманд). 15 листопада того ж року призначений міністром внутрішніх справ і перебував на цій посаді до березня 1990 року. З 20 лютого 1989 року — член «Вищої ради оборони Батьківщини».
Під час збройного виступу «халькістів» міністра оборони Шахнаваза Таная проти Наджібулли зберіг вірність президенту, в зв'язку з чим 6 березня 1990 року очолив міністерство оборони.
11 березня 1990 був проведений в генерали армії. У червні того ж року на II з'їзді НДПА був обраний членом Виконавчого бюро Центральної ради партії Ватан (Вітчизна).
У квітні 1992 року моджахеди взяли Кабул. При падінні останнього прорадянського режиму Наджибулли Ватанджар перейшов на сторону Гульбуддіна Хекматіяра, але незабаром покинув його і перебрався в Росію

### Смерть
Згодом Мохаммад Аслам Ватанджар переселився в Україну, де помер від раку 24 листопада 2000 року в Одесі.